# Adamo Ruggiero

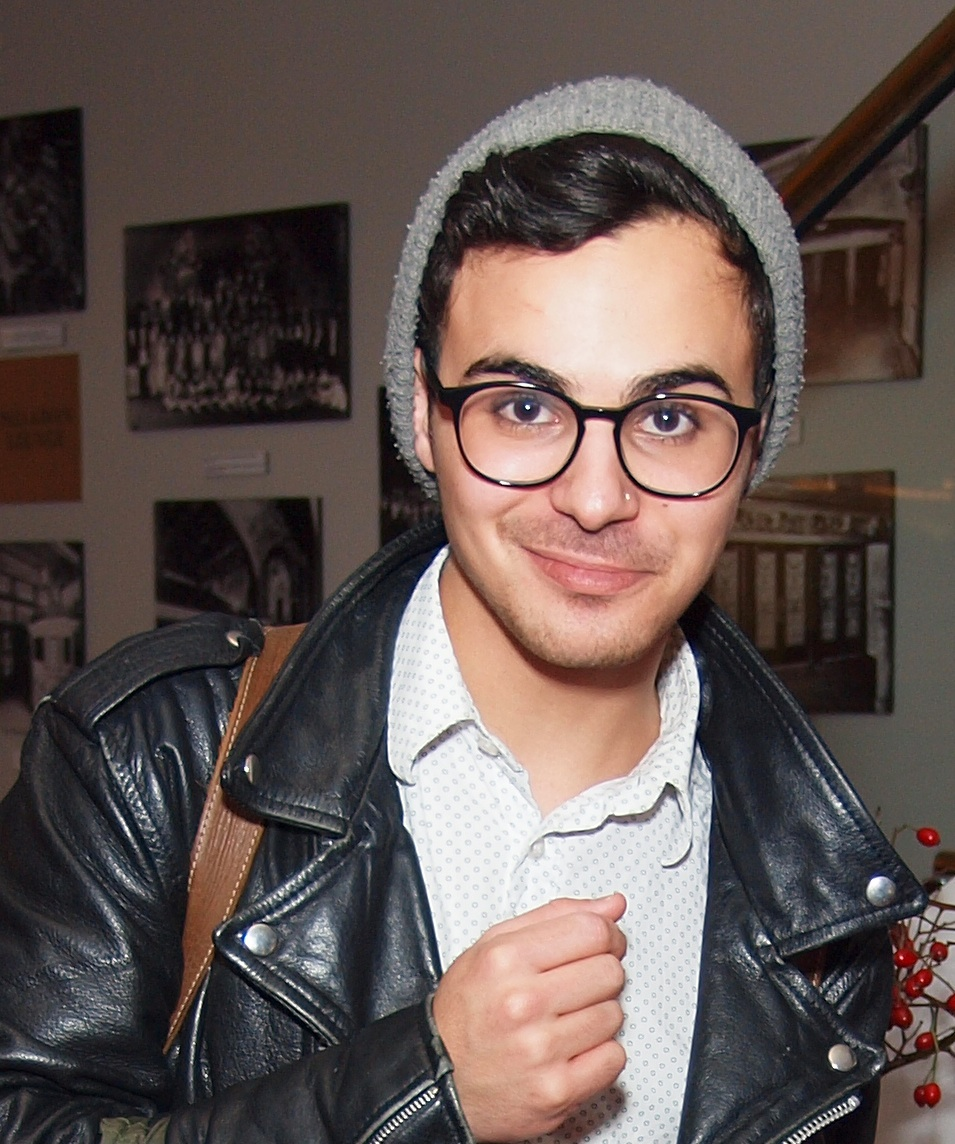
Adamo Ruggiero (2010)

Adamo Angelo Ruggiero (* 9. Juni 1986 in Mississauga, Ontario) ist ein kanadischer Schauspieler, bekannt für seine Rollen als Marco Del Rossi in der Teenie-Serie Degrassi: The Next Generation und als Nathan Stanford in der schwulen Weihnachtskomödie Eine Überraschung zum Fest.

## Karriere
Ruggiero begann bereits als Kind mit der Schauspielerei in verschiedenen Theaterstücken in und um Toronto. 2002 bekam er die Rolle des Marco Del Rossi, eines schwulen Teenagers, der mit seiner Sexualität ringt, in der kanadischen Teenie-Serie Degrassi: The Next Generation. Ruggiero spielte bis 2008 in der Serie und war auch im Film Degrassi Goes Hollywood zu sehen.
Im Dezember 2008 begannen die Dreharbeiten für die schwule Weihnachtskomödie Eine Überraschung zum Fest, in der Ruggiero Nathan, den Freund der Hauptfigur Olaf Gunnunderson, spielt. Der Film, der 2009 als DVD erschien, handelt von Olafs Coming Out gegenüber seinen Eltern zu Weihnachten, nachdem Nathan in der Türe steht, der nicht wusste, dass der am Campus offen homosexuell lebende Olaf zu Hause niemandem von seiner Homosexualität erzählt hatte. Seit 2008 ist Ruggiero auch Moderator von The Next Star, einer kanadischen Kindercastingshow.
Anfang 2009 stand Ruggiero wieder auf einer Theaterbühne in Dog Sees God: Confessions of a Teenage Blockhead, einer Off-Broadway Komödie, die im März 2009 in Torontos Six Degrees Premiere feierte.

## Privatleben
Ruggieros Vater Tony stammt aus Italien, der gemeinsam mit seiner Frau Amalie einen weiteren Sohn hat.
Als Ruggiero sich im Januar 2008 als schwul outete, sagte er: „Ich komme aus einer traditionellen italienischen Familie, aber sie sind nicht derart traditionell, dass meine Homosexualität ein Problem darstellt.“ Ruggiero ist aktiv in der Schwulenbewegung, nicht nur in Kanada, sondern auch in den USA, unter anderem für Gay and Lesbian Alliance Against Defamation und das Trevor Project.
Ruggiero lebt mit seiner Degrassi-Kollegin Lauren Collins in Toronto und besucht die York-Universität.

## Filmografie (Auswahl)
- 2002–2009: Degrassi: The Next Generation (Fernsehserie, 129 Folgen)
- 2009: Eine Überraschung zum Fest (Make The Yuletide Gay)
- 2010: Being Erica – Alles auf Anfang (Being Erica, Fernsehserie, 2 Folgen)
- 2015: Saving Hope (Fernsehserie, 1 Folge)
- 2016: Degrassi: Die nächste Klasse (Degrassi: Next Class, Fernsehserie, 1 Folge)